# San Juan Quiotepec
San Juan Quiotepec är en kommunhuvudort i Mexiko.   Den ligger i kommunen San Juan Quiotepec och delstaten Oaxaca, i den sydöstra delen av landet, 300 km sydost om huvudstaden Mexico City. San Juan Quiotepec ligger 1 978 meter över havet och antalet invånare är 1 338.
Terrängen runt San Juan Quiotepec är bergig åt sydost, men åt nordväst är den kuperad. Terrängen runt San Juan Quiotepec sluttar västerut. Runt San Juan Quiotepec är det glesbefolkat, med 14 invånare per kvadratkilometer. San Juan Quiotepec är det största samhället i trakten. I omgivningarna runt San Juan Quiotepec växer i huvudsak blandskog.